# Cui bono
Cui bono (letterlijk: "Voor wie is het ten goede") is Latijn voor "Wie heeft er baat bij".
Het gezegde wordt onder meer gebruikt in geval een misdrijf is gebeurd en men de dader zoekt in de richting van diegene die baat heeft door het plegen van dit misdrijf - het zogenaamde motief van het misdrijf.

## 'Cui bono' bij Cicero
De Romeinse advocaat Marcus Tullius Cicero gebruikte de uitdrukking 'cui bono' in zijn redevoering ter verdediging van Sextus Roscius in 80 v.Chr.:
L. Cassius ille quem populus Romanus verissimum et sapientissimum iudicem putabat identidem in causis quaerere solebat 'cui bono' fuisset.— Marcus Tullius Cicero, Pro Sexto Roscio Amerino 84
Vertaling:
De befaamde Lucius Cassius, die het Romeinse volk voor de meest waarheidlievende en de wijste rechter hield, placht in rechtszaken herhaaldelijk de vraag te stellen, "aan wie bracht het misdrijf voordeel aan?"— Marcus Tullius Cicero (vert. Prof. Dr. A. Van den Daele S. J. (1964)), Een moordzaak te Rome